# São Pedro dos Ferros
São Pedro dos Ferros est une municipalité brésilienne de l'État du Minas Gerais et la microrégion de Ponte Nova.